# Jérôme Charles Bellicard
Jérôme Charles Bellicard est un architecte et graveur français né à Paris le 21 février 1726 et mort dans la même ville le 27 février 1786.

## Biographie
Inscrit à l'Académie royale d'architecture parmi les élèves de Denis Jossenay, Bellicard bénéficiait de la protection de l'abbé de Löwendal, frère aîné du maréchal de Löwendal, proche de François Poisson, père de Madame de Pompadour, et associé libre de l'Académie royale de peinture et de sculpture.
Il remporta le Grand prix d'architecture en 1747 avec comme sujet : « un arc de triomphe de vingt-cinq toises de long dans sa face avec un seul ordre, un attique et un couronnement à volonté ». Pensionnaire de l'Académie de France à Rome, il s'y fit connaître comme graveur, collaborant à différents guides de la ville comme Roma de Filippo Venuti et les Varie vedute di Roma où ses gravures voisinent avec celles de Duflos, Legeay et Piranèse. 
En 1750, il dessina et grava pour la fête de la Haquenée une composition représentant un phare et le port de Naples. La même année, il se joignit au groupe qui accompagnait le frère de Madame de Pompadour, Poisson de Vandières dans son célèbre tour d'Italie. Ce groupe comprenait le graveur Charles-Nicolas Cochin, l'architecte Jacques-Germain Soufflot et l'abbé Le Blanc, historiographe des Bâtiments du Roi. Le Metropolitan Museum of Art de New York conserve le carnet de voyage, rempli de dessins et de notes, tenu par Bellicard au cours de ce voyage. « D'Herculanum, rapporte Michel Gallet, il a retenu le théâtre, le forum, les mosaïques et objets exposés par le roi Don Carlos de Naples dans sa villa de Portici. Amateur de curiosités naturelles, il a vu avec intérêt la région volcanique des Champs Phlégréens, la Solfatare, la Grotte du Chien. Ayant pris des croquis à Baia et à Pouzzoles, il rencontra, semble-t-il, un voyageur revenant d'Égypte et copia dans son carnet l'élévation du temple d'Isis Hator. Le 26 décembre, les voyageurs quittèrent Naples et rentrèrent à Rome par mer. Au début de 1751, ils visitèrent Viterbe, Caprarole et la Toscane. À Florence, Bellicard releva le palais Giacomini-Larderel, via Tornabuoni et l'église de l'Annonciade. Il accompagna Vandières à Venise, où leur séjour fut de quatre semaines ; mais là, son emploi du temps est mystérieux et le carnet se fait plus laconique. Existerait-il encore un carnet vénitien de Bellicard que nous ne connaissons pas ? »
Rentré en France, Bellicard publia en 1754, avec Cochin, les Observations sur les antiquités de la ville d'Herculanum, et grava plusieurs projets de Soufflot.
Comme architecte, il fit carrière dans les Bâtiments du Roi en tant que contrôleur à Fontainebleau et à Compiègne. Mais il joua de malchance quand, à proximité de Compiègne, un terrain miné par d'anciennes carrières s'effondra au passage des voitures royales. Il fut alors remplacé en 1776 par Le Dreux de La Châtre qui fut chargé, après Gabriel, du vaste projet de rénovation du château royal.
À Paris, Bellicard construisit en 1758-1759 une maison pour la marquise de Matharel, rue Notre-Dame-des-Champs. Il travailla dans l'agence de Jacques-Germain Soufflot, qu'il avait connu en Italie, et que dirigea à partir de 1786 son neveu François Soufflot le Romain.
Une lettre de Dumont, collaborateur de Soufflot, à Pierre-Adrien Pâris, mentionne un second voyage de Bellicard à Rome en 1780. En 1781, il fut adjoint à Julien-David Le Roy comme professeur à l'Académie royale d'architecture. Il mourut en 1786, « ruiné par sa passion du jeu ».